# Murakkish le Jeune
Muraqqish al-Asghar, ou Murakkish le Jeune (arabe : مرقش الأصغر), de son vrai nom Rabîʿa Ibn Sufyân, est un poète arabe préislamique mort vers 570. Il est le neveu de Murakkish l'Ancien et l'oncle de Tarafa Ibn al-ʿAbd. 
La tradition littéraire le compte, comme son oncle, au nombre des « amants arabes célèbres », et il est le héros d'un roman populaire du VIIIe siècle.